# Temisto
En la mitología griega, Temisto (en griego antiguo: Θεμιστώ), hija de Hipseo, fue la tercera y última esposa de Atamante. Su madre es denominada simplemente como una ninfa. Según algunas fuentes tuvo cuatro hijos con él: Leucón, Eritrio, Esqueneo y Ptoo.  En otras fuentes sus dos hijos son llamados Esfincio o Esfingio y Orcómeno, o bien Esqueneo y Leucón.  Y otros más añaden una hija, Euriclea, que en unión con Melas, hijo de Frixo, fue madre de Hiperes, epónimo de Hiperea.  Algunos autores dicen que el padre de Leucón (o Leucónoe) fue el dios Poseidón.
Higino nos ofrece dos variantes sobre el papel trágico de Temisto:
- En una de sus fábulas nos dice que Temisto, puesto que Ino le había quitado su marido, quiso matar a sus hijos (Learco y Melicertes) y, por eso, se ocultó bien en el palacio y urdió un plan. Cuando encontró una oportunidad, aunque pensaba que había matado a los hijos de su rival, sin embargo mató, sin saberlo, a los propios (Esfincio y Orcómeno), equivocada por la nodriza, porque les había cambiado de ropa por descuido. Temisto, al conocer el asunto, se suicidó.[12][13]

- En otra fábula se dice, en cambio, que Atamante se casó con Temisto porque creía muerta a su anterior esposa Ino. Más tarde Atamante se enteró de que Ino aún vivía así que hizo venir a su esposa legítima, ocultándola en el palacio. Temisto supo que la habían encontrado, pero ignoraba quién era. Decidió asesinar a los hijos de aquélla, eligiendo como cómplice a la propia Ino, a quién tomó por una esclava. Le dijo que cubriera a sus hijos con mantas blancas y a los de Ino con negras. Ino cubrió a los suyos con los ropajes blancos y a los de Temisto con los oscuros. Entonces Temisto, engañada, asesinó a sus propios hijos. Cuando se dio cuenta de ello, se suicidó. Este episodio fue el tema de una tragedia perdida de Eurípides, tal y como se indica en el nombre de la fábula.[1]

El nombre de Temisto deriva de la palabra griega θεμιστος, que significa «perteneciente a la ley» o «perteneciente a las costumbres».